# Um Dia Você Aprende que...
Um Dia Você Aprende que..., Você Aprende ou Depois de um Certo Tempo são títulos para um mesmo hoax, um texto que circula pela internet com indevida atribuição de autoria a William Shakespeare. Trata-se, na realidade, de um texto de Veronica A. Shoffstall, que o escreveu aos 19 anos, no livro de formatura (yearbook) de sua escola, ao terminar o highschool (equivalente ao Ensino Médio, no Brasil).
A autora registrou o copyright da versão original em 1971. O título, originalmente, era Comes the Dawn, mas o texto ficou mais conhecido como After a While. Começou a circular como sendo de William Shakespeare ainda nos Estados Unidos, onde recebeu acréscimos, cortes e alterações.. Todas essas versões circulam no Brasil e no mundo todo, nas mais diversas línguas.
Na verdade, não há nem uma única frase do texto que possa ser encontrada nos trabalhos de Shakespeare. Mesmo assim, a internet em inglês registra (em 15 de agosto de 2012) 46 milhões de referências para esse texto com a autoria indevidamente atribuída a ele, e apenas 22 mil referências para a verdadeira autora. Em português, até 2012, há 8 mil para Shoffstall e 60 mil para Shakespeare.